# Biaokou
Biaokou (kinesiska: 俵口) är en köping i Kina. Den ligger i storstadsområdet Tianjin, i den norra delen av landet, omkring 38 kilometer nordost om stadens centrum. Antalet invånare är 20 501. Befolkningen består av 9 805 kvinnor och 10 696 män. Barn under 15 år utgör 17,0 %, vuxna 15-64 år 75 %, och äldre över 65 år 7,0 %.